# Emblème du Bhoutan
L'emblème du Bhoutan comporte plusieurs éléments du drapeau du Bhoutan, avec un style légèrement différent. Il comporte de nombreux symboles bouddhistes.
La description officielle est la suivante :
« L'emblème national, qui figure dans un cercle, se compose d'un double coup de tonnerre de diamants (appelé "Dorji) placé au-dessus d'un lotus, surmonté d'un bijou et encadré par deux dragons. L'éclair représente l'harmonie entre le pouvoir laïc et le pouvoir religieux. Le lotus symbolise la pureté, le bijou exprime le pouvoir souverain, et les deux dragons, mâle et femelle, soutiennent le nom du pays qu'ils proclament avec leur grande voix, le tonnerre. »